# Operation Dädalus
Die Operation Dädalus ist eine seit 2004 jährlich stattfindende militärische Operation des österreichischen Bundesheers zur Luftraumüberwachung während des Jahrestreffens des Weltwirtschaftsforums im Schweizer Ort Davos. Während des Treffens wird um den Ort eine Flugverbotszone mit einem Radius von 46 Kilometern eingerichtet, die das Bundesheer auf österreichischem Gebiet überwacht (die Schweizer Luftwaffe überwacht das Gebiet über der Schweiz und Liechtenstein). Diese Maßnahme dient in erster Linie dem Schutz des Treffens vor terroristischen Angriffen und umfasst in Österreich etwa zwei Drittel des Luftraums über dem Bundesland Vorarlberg sowie über kleinen Teilen im äußersten Westen Tirols.

## Umfang und Durchführung

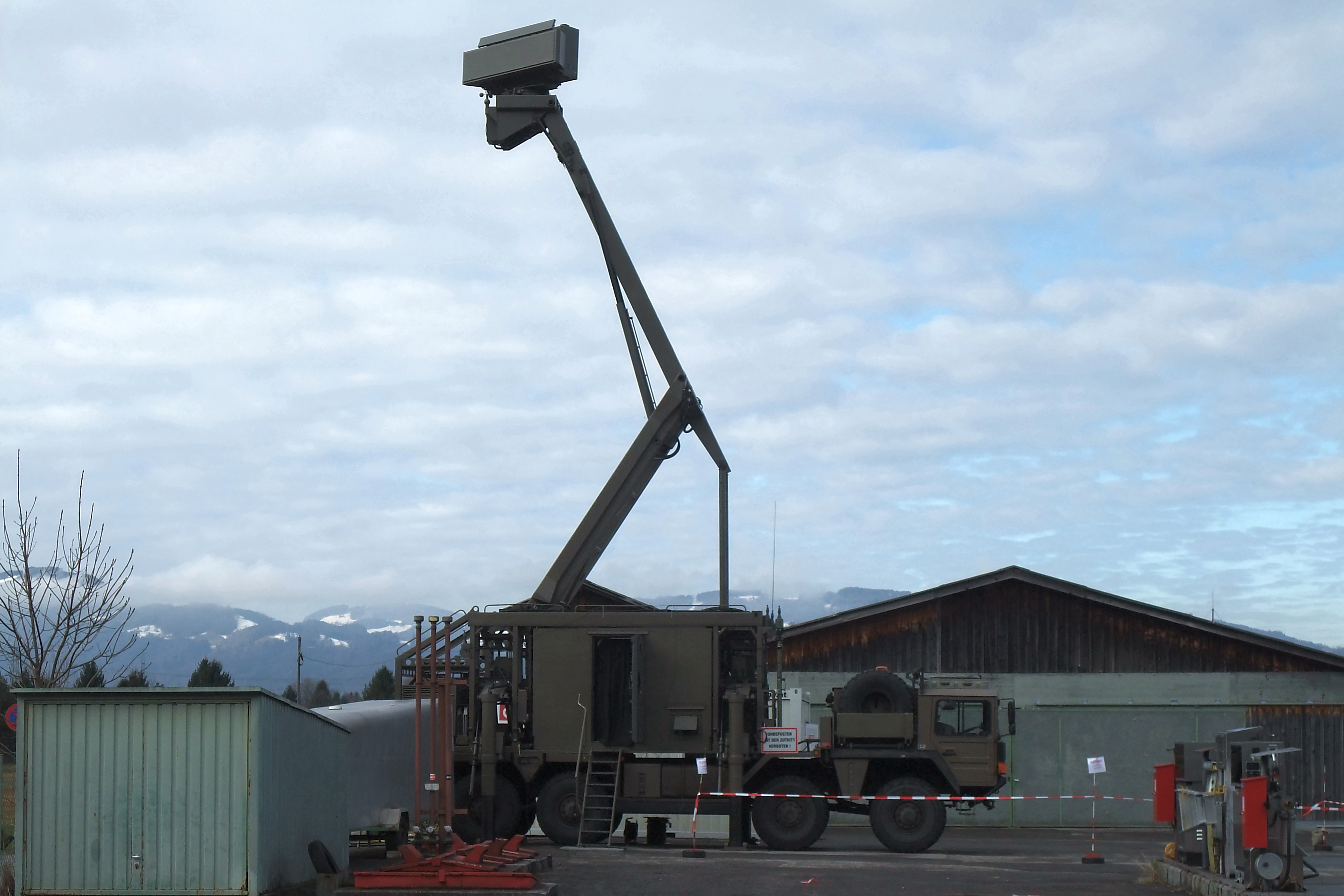
Radargerät am Flugplatz Hohenems im Rahmen von Dädalus 12

Im Rahmen der Operation Dädalus obliegt es dem österreichischen Bundesheer aufgrund eines Abkommens mit der Schweizerischen Eidgenossenschaft, die Durchsetzung der Flugverbotszone im österreichischen Luftraum zu gewährleisten. Es handelt sich dabei nicht um eine komplette Sperrung des Luftraums für die zivile Luftfahrt, sondern um eine Einschränkung. Luftfahrzeuge können mit Erlaubnis des Bundesheers weiterhin die 46-Kilometer-Zone um Davos durchfliegen, solche ohne Genehmigung werden von den österreichischen Luftstreitkräften abgefangen und aus der Zone eskortiert.
Um die Luftraumüberwachung durchführen zu können, verlegt das Bundesheer für die Dauer der Operation Dädalus zahlreiche Truppen und technisches Gerät nach Vorarlberg. An fünf unterschiedlichen Standorten in Vorarlberg werden mobile Radaranlagen des Bundesheers aufgebaut, wobei sich ein Standort am Flugplatz Hohenems-Dornbirn im Rheintal und die anderen in erhöhten Positionen befinden.
Zudem werden Luftfahrzeuge der Luftstreitkräfte nach Vorarlberg oder Tirol (Flughafen Innsbruck) verlegt. Darunter befinden sich auch Eurofighter Typhoon-, Saab 105- und Pilatus PC-7-Flugzeuge sowie Bell OH-58- und Blackhawk-Hubschrauber. Die Einsatzzentrale der Operation Dädalus befindet sich in der Einsatzzentrale Basisraum, einem Bunker in St. Johann im Pongau. Der größte Teil der nach Vorarlberg verlegten Truppen findet während der Dauer der Operation in der Walgau-Kaserne Unterkunft.